# Meurtres à la St-Valentin (film, 1981)
Pour les articles homonymes, voir Meurtres à la St-Valentin (film, 2009).
Pour plus de détails, voir Fiche technique et Distribution.
Meurtres à la St-Valentin (My Bloody Valentine) est un film canadien réalisé par George Mihalka, sorti en 1981.

## Synopsis
Dans un petit village de mineurs du côté de la Nouvelle-Écosse, les habitants se préparent à la fête de la Saint-Valentin. Mais des meurtres effroyables ramènent à la surface un fait divers tragique qui choqua la communauté il y a des années. Quelle est la véritable identité du tueur en série ?

## Fiche technique
- Titre français : Meurtres à la St-Valentin
- Titre original : My Bloody Valentine
- Réalisation : George Mihalka
- Scénario : Stephen A. Miller & John Beaird
- Musique : Paul Zaza
- Photographie : Rodney Gibbons
- Montage : Gérald Vansier
- Production : John Dunning, André Link & Stephen A. Miller
- Sociétés de production : Canadian Film Development Corporation, Famous Players, Paramount Pictures & Secret Films
- Société de distribution : Paramount Pictures
- Pays :  Canada
- Langue : Anglais
- Genre : Horreur, slasher
- Format : Couleur - Mono - 35 mm - 1.85:1
- Durée : 90 min
- Dates de sortie : 
  -  États-Unis : 11 février 1981
  -  Canada : 13 février 1981
  -  France : 10 mars 1982
- Classification : 
  -  États-Unis : R for some horror violence, sexuality and gory images
  -  France : Interdit aux moins de 16 ans puis réévalué en moins de 12 ans à sa sortie en DVD

## Distribution
- Paul Kelman : Jessie 'T.J.' Hanniger
- Lori Hallier : Sarah
- Neil Affleck : Axel Palmer
- Don Francks : Le chef de la police Newby
- Peter Cowper : Harry Warden / le mineur
- Keith Knight : Hollis
- Cynthia Dale : Patty
- Alf Humphreys : Howard Landers
- Larry Reynolds : Le maire Hanniger
- Helene Udy : Sylvia
- Rob Stein : John
- Thomas Kovacs : Mike Stavinski
- Jack Van Evera : Happy
- Carl Marotte : Dave
- Jim Murchison : Tommy Whitcomb
- Terry Waterland : Harriet
- Patricia Hamilton : Mabel Osborne

## Remake
- Meurtres à la St-Valentin - un remake réalisé par Patrick Lussier est sorti en 2009.